# Boca Raton Bowl 2022
Match précédent Match suivant
Le Boca Raton Bowl 2022 est un match de football américain de niveau universitaire joué après la saison régulière de 2022, le  au FAU Stadium situé à Boca Raton dans l'État de Floride aux États-Unis. 
Il s'agit de la 9e édition du Boca Raton Bowl.
Le match met en présence l'équipe indépendante des Flames de Liberty et l'équipe des Rockets de Toledo issue de la Mid-American Conference.
Il débute à 18 h 30 locales (le 21 décembre à 1 h 30 en France) et est retransmis à la télévision par ESPN.
Sponsorisé par la société RoofClaim.com, le match est officiellement dénommé le 2022 RoofClaim.com Boca Raton Bowl. 
Toledo gagne le match sur le score de 21 à 20. 

## Présentation du match
Il s'agit de la 4e rencontre entre les deux équipes, Toledo ayant remporté les trois premiers matchs :
| Saison | Date              | Vainqueur | Score   | Perdant       | Compétition               |
| ------ | ----------------- | --------- | ------- | ------------- | ------------------------- |
| 2007   | 6 octobre 2007    | Toledo    | 35 - 34 | Liberty (FCS) | Saison régulière à Toledo |
| 2003   | 6 septembre 2003  | Toledo    | 49 - 03 | Liberty (FCS) | Saison régulière à Toledo |
| 1994   | 17 septembre 1994 | Toledo    | 47 - 37 | Liberty (FCS) | Saison régulière à Toledo |

| Équipes                                                                                            | Couleurs | Conférences | Entraîneurs                   | Stats. saison rég. | Classements avant le bowl | Classements avant le bowl | Classements avant le bowl |
| -------------------------------------------------------------------------------------------------- | -------- | ----------- | ----------------------------- | ------------------ | ------------------------- | ------------------------- | ------------------------- |
| Équipes                                                                                            | Couleurs | Conférences | Entraîneurs                   | Stats. saison rég. | CFP                       | AP                        | Coaches                   |
| Flames de Liberty                                                                                  |          | Ind.        | Josh Aldridge (en) (intérim)  | 8 - 4              | NC                        | NC                        | NC                        |
| Rockets de Toledo                                                                                  |          | MAC         | Jason Candle (en) (7e saison) | 8 - 5              | NC                        | NC                        | NC                        |
| - Arbitre : Patrick Foy (C–USA) - Équipe donnée favorite par les bookmakers : Toledo par 4½ points |          |             |                               |                    |                           |                           |                           |

### Flames de Liberty
Avec un bilan global en saison régulière de 8 victoires et 4 défaites, Liberty est éligible et accepte l'invitation pour participer au Boca Raton Bowl 2022 qui sera le dernier match de Liberty en tant qu'équipe indépendante puisqu'elle deviendra membre de la Conference USA en 2023. Liberty n'a jamais perdu un bowl en FBS (3-0).
Ils terminent 1er des équipes indépendantes.
À l'issue de la saison 2022 (bowl non compris), ils n'apparaissent pas dans les classements CFP, AP et Coaches.
Il s'agit de leur première participation au Boca Raton Bowl.
| Logo     | Postes                                            | Joueurs                                           | Statistiques                                                      |
| -------- | ------------------------------------------------- | ------------------------------------------------- | ----------------------------------------------------------------- |
|          | Quarterback                                       | Johnathan Bennett                                 | 131/224 passes réussies pour 1 534 yards, 12 TDs, 9 interceptions |
| Coureur  | Dae Dae Hunter                                    | 130 courses pour 854 yards nets gagnés et 9 TDs   |                                                                   |
| Receveur | Demario Douglas                                   | 73 réceptions pour 977 yards et 7 TDs             |                                                                   |
| Effectif | Listing et statistiques du roster 2022 des Flames | Listing et statistiques du roster 2022 des Flames |                                                                   |

### Rockets de Toledo
Avec un bilan global en saison régulière de 8 victoires et 4 défaites (5-3 en matchs de conférence), Toledo est éligible et accepte l'invitation pour participer au Boca Raton Bowl 2022.
Ils terminent 1er de la Division West de la Mid-American Conference, remportent ensuite 17 à 7 la finale de conférence jouée contre les Ohio et comptent ainsi un bilan de 8 victoires et 5 défaites avant le bowl.
À l'issue de la saison 2022 (bowl non compris), ils n'apparaissent pas dans les classements CFP, AP et Coaches.
Il s'agit de leur 2e participation au Boca Raton Bowl :
| Saison | Date             | Vainqueur     | Score   | Finaliste                 | Bilan     |
| ------ | ---------------- | ------------- | ------- | ------------------------- | --------- |
| 2015   | 22 décembre 2015 | Toledo (10-3) | 32 - 17 | #24 Owls de Temple (10-4) | V : 1 - 0 |

| Logo     | Postes                                             | Joueurs                                            | Statistiques                                                       |
| -------- | -------------------------------------------------- | -------------------------------------------------- | ------------------------------------------------------------------ |
|          | Quarterback                                        | DeQuan Finn                                        | 172/291 passes réussies pour 2 127 yards, 22 TDs, 12 interceptions |
| Coureur  | DeQuan Finn                                        | 113 courses pour 608 yards nets gagnés et 8 TDs    |                                                                    |
| Receveur | Jerjuan Newton                                     | 48 réceptions pour 788 yards et 9 TDs              |                                                                    |
| Effectif | Listing et statistiques du roster 2022 des Rockets | Listing et statistiques du roster 2022 des Rockets |                                                                    |